# Kawashima Toru
Toru Kawashima (4 tháng 6 năm 1970  –  19 tháng 1 năm 2024) là một cầu thủ bóng đá người Nhật Bản.
Ông qua đời ở tuổi 53 vào ngày 19 tháng 1 năm 2024.

## Sự nghiệp câu lạc bộ
Toru Kawashima đã từng chơi cho Gamba Osaka và Otsuka Pharmaceutical.